# Akademia Języka Hebrajskiego

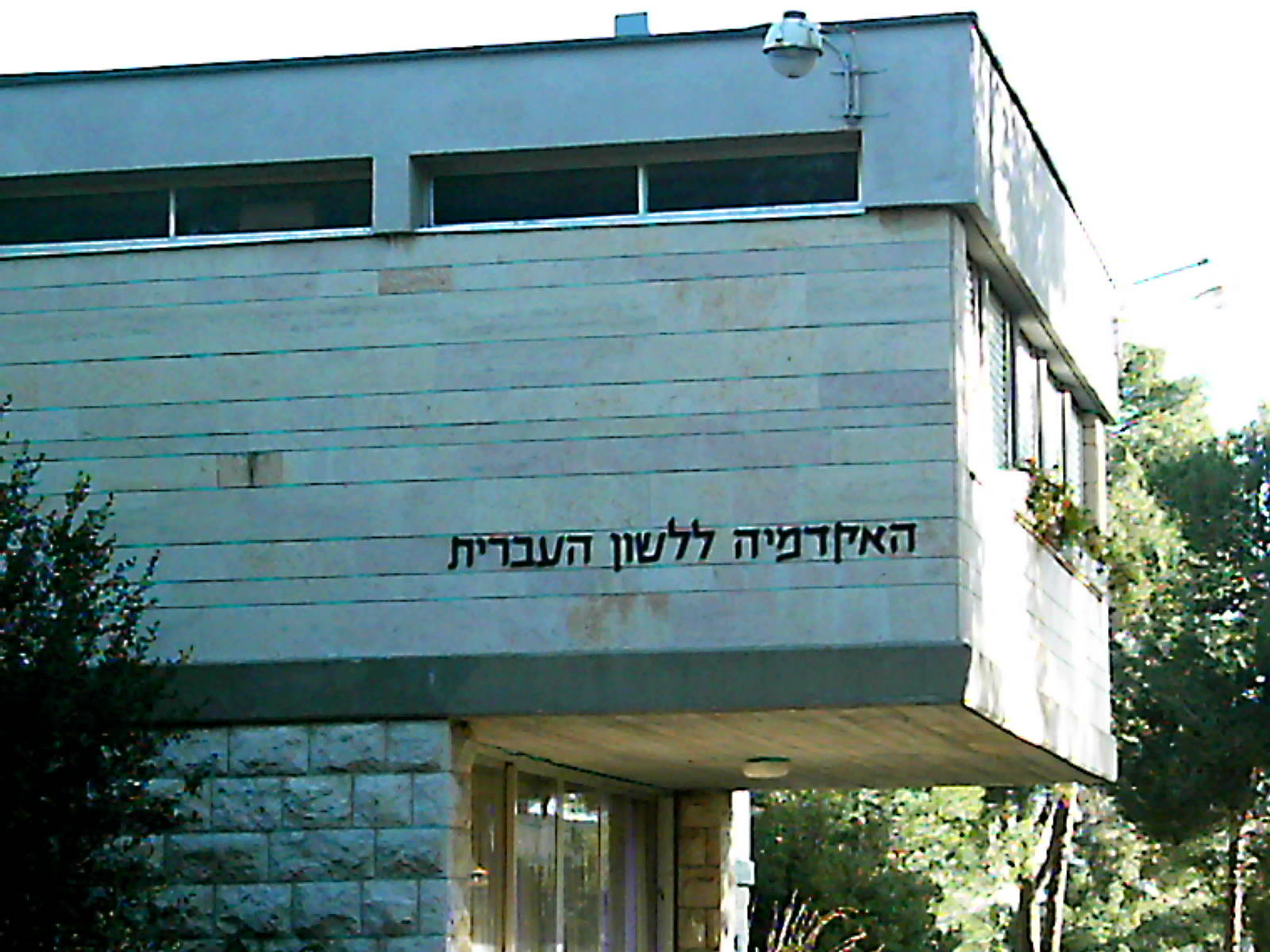
Budynek Akademii Języka Hebrajskiego

Akademia Języka Hebrajskiego (האקדמיה ללשון העברית, Ha-Akademja la-Laszon ha-Iwrit) – najwyższa izraelska instytucja zajmująca się wiedzą o języku hebrajskim. Jest kontynuacją dzieła, jakie rozpoczął Eliezer ben Jehuda, zakładając Radę Języka Hebrajskiego w celu przywrócenia języka hebrajskiego do powszechnego obiegu.
Akademię utworzono w 1953 decyzją izraelskiego rządu. Do głównych zadań organizacji należy tworzenie nowych słów dla desygnatów nienazwanych jeszcze w języku hebrajskim. Akademia jest też autorytatywną instytucją normatywną, regulującą normy językowe i przepisy ortograficzne języka hebrajskiego.